# Oberkampf metróállomás
Az Oberkampf egy metróállomás Franciaországban, Párizsban a párizsi metró 5-ös és 9-es metróvonalán.

## Metróvonalak
Az állomást az alábbi metróvonalak érintik:
- 5-ös metróvonal
- 9-es metróvonal

## Kapcsolódó állomások
A metróállomáshoz az alábbi állomások vannak a legközelebb:
- Richard-Lenoir (Place d’Italie, 5-ös metróvonal)
- République (Bobigny – Pablo Picasso, 5-ös metróvonal)
- République (Pont de Sèvres, 9-es metróvonal)
- Saint-Ambroise (Mairie de Montreuil, 9-es metróvonal)